# Municipio de Lake (condado de Kosciusko)
El municipio de Lake (en inglés: Lake Township) es un municipio ubicado en el condado de Kosciusko en el estado estadounidense de Indiana. En el año 2010 tenía una población de 1588 habitantes y una densidad poblacional de 26,3 personas por km².

## Geografía
El municipio de Lake se encuentra ubicado en las coordenadas 41°4′48″N 85°50′40″O / 41.08000, -85.84444. Según la Oficina del Censo de los Estados Unidos, el municipio tiene una superficie total de 60.37 km², de la cual 59.22 km² corresponden a tierra firme y (1.9%) 1.15 km² es agua.

## Demografía
Según el censo de 2010, había 1588 personas residiendo en el municipio de Lake. La densidad de población era de 26,3 hab./km². De los 1588 habitantes, el municipio de Lake estaba compuesto por el 97.04% blancos, el 0.5% eran afroamericanos, el 0.13% eran amerindios, el 0.19% eran asiáticos, el 0.06% eran isleños del Pacífico, el 1.01% eran de otras razas y el 1.07% pertenecían a dos o más razas. Del total de la población el 2.46% eran hispanos o latinos de cualquier raza.